# آنا ستانلي
آنا ستانلي (بالإنجليزية: Anna Stanley)‏ هي لاعبة كرة الشبكة نيوزيلندية، ولدت في 31 مارس 1976 في كرايستشرش في نيوزيلندا.